# فيوليت فيردي
فيوليت فيردي (بالفرنسية: Violette Verdy)‏ (1933 – 2016 م) هي مصممة رقص، وراقصة باليه، ومعلمة موسيقى، وأستاذة جامعية من فرنسا . ولدت في بونت لآبي . كانت مخرجة فنية في باليه بوسطن (1980–1984)، ومديرة فنية في باليه أوبرا باريس (1977–1980) .
توفيت في بلومنقتون .

## مناصب وهيئات
أدارت باليه مدينة نيويورك (1958–1976)، وشركة الباليه الشانزليزيه (منذ 1945)، وأوبرا باريس الوطنية، ومدرسة جاكوبس للموسيقى.

## جوائز
حصلت على جوائز منها:
- فارس وسام جوقة الشرف (2009)
- فارس وسام الفنون والآداب (1971).

## روابط خارجية
- فيوليت فيردي على موقع IMDb (الإنجليزية)
- فيوليت فيردي على موقع الموسوعة البريطانية (الإنجليزية)
- فيوليت فيردي على موقع مونزينجر (الألمانية)